# Francisco J. Santamaría
Francisco J. Santamaría är en ort i Mexiko.   Den ligger i kommunen Jalapa och delstaten Tabasco, i den sydöstra delen av landet, 700 km öster om huvudstaden Mexico City. Francisco J. Santamaría ligger 11 meter över havet och antalet invånare är 866.
Terrängen runt Francisco J. Santamaría är mycket platt. Runt Francisco J. Santamaría är det ganska tätbefolkat, med 124 invånare per kvadratkilometer. Närmaste större samhälle är Villahermosa, 19,4 km norr om Francisco J. Santamaría. Trakten runt Francisco J. Santamaría består till största delen av jordbruksmark.